# Proyecto de Tranvía de la Costa, Valencia
El Tranvía de la Costa  de MetroValencia será un eje tranviario que recorrererá el frente marítimo de la ciudad de Valencia conectándola por el norte con la cercana urbanización de Port Saplaya en la localidad de Alboraya, y por el sur con Pinedo.
Algunos tramos de esta infraestructura han entrado ya en servicio. El primero de todos es el bucle de retorno de la línea 4 formado por las estaciones de Eugènia Vinyes, Les Arenes, Doctor Lluch y La Marina que fue inaugurado el 21 de mayo de 1994. 
El 16 de abril de 2007 se puso en servicio el tramo entre las estaciones de Les Arenes (que conecta con la línea 6) y Dr. LLuch, a través de las estaciones de Mediterrani, Grau-Canyamelar y el tramo de la línea 8 que conecta la estación de Marítim-Serreria con la de Grau-Canyamelar, cercana al puerto de Valencia.
Actualmente los tramos pertenecientes a esta línea están servidos provisionalmente por las líneas 4, 6 y 8 hasta que se acabe su construcción.
El tramo entre Grau-Canyamelar y Pinedo está pendiente de licitación, al igual que el nuevo puente que se anexará al Puente de Astilleros y atravesará el río Turia. Se tiene proyectada la circulación de esta línea de tranvía por el interior del puerto, contando con tres estaciones frente a la avenida del Puerto, en la nueva rotonda del bulevar que finaliza en el Nuevo estadio del Levante situado en la calle Juan Verdaguer y junto al Puente de Astilleros y el parque de Nazaret, antes de conectar con la de Tranvía Tavernes Blanques-Nazaret. 
El presidente de la Generalitat habló de conectar Natzaret con el Canyamelar en 2021 una vez acabadas las obras de la línea 10, posiblemente esta sea una parte de ese Tranvía de la Costa. 
Esta línea de tranvía dará servicio a las playas de la Patacona, la Malvarrosa, Les Arenes, Pinedo y El Saler respectivamente.
- Datos: Q74631392